# غابرييل فيدوفيتش
غابرييل فيدوفيتش هو لاعب كرة قدم كرواتي في مركز الهجوم، ولد في 1 ديسمبر 2003 في آوغسبورغ في ألمانيا. لعب مع بايرن ميونخ 2 وبايرن ميونخ.

## وصلات خارجية
- غابرييل فيدوفيتش على موقع الاتحاد الأوربي (الإنجليزية)
- غابرييل فيدوفيتش على موقع اتحاد كرواتيا (الكرواتية)
- غابرييل فيدوفيتش على موقع قاعدة بيانات كرة القدم.إي يو (الإنجليزية)
- غابرييل فيدوفيتش على موقع Soccerbase.com (لاعب) (الإنجليزية)
- غابرييل فيدوفيتش على موقع Soccerway.com (الإنجليزية)
- غابرييل فيدوفيتش على موقع عالم كرة القدم.نت (الإنجليزية)